# 310-я истребительная авиационная дивизия ПВО
310-я истреби́тельная авиацио́нная диви́зия ПВО (310-я иад ПВО) — соединение Военно-Воздушных сил (ВВС) Вооружённых Сил РККА, принимавшее участие в боевых действиях Великой Отечественной войны, выполнявшее задачи ПВО.

## Наименования дивизии
- 310-я истребительная авиационная дивизия;
- 310-я истребительная авиационная дивизия ПВО.

## История и боевой путь дивизии

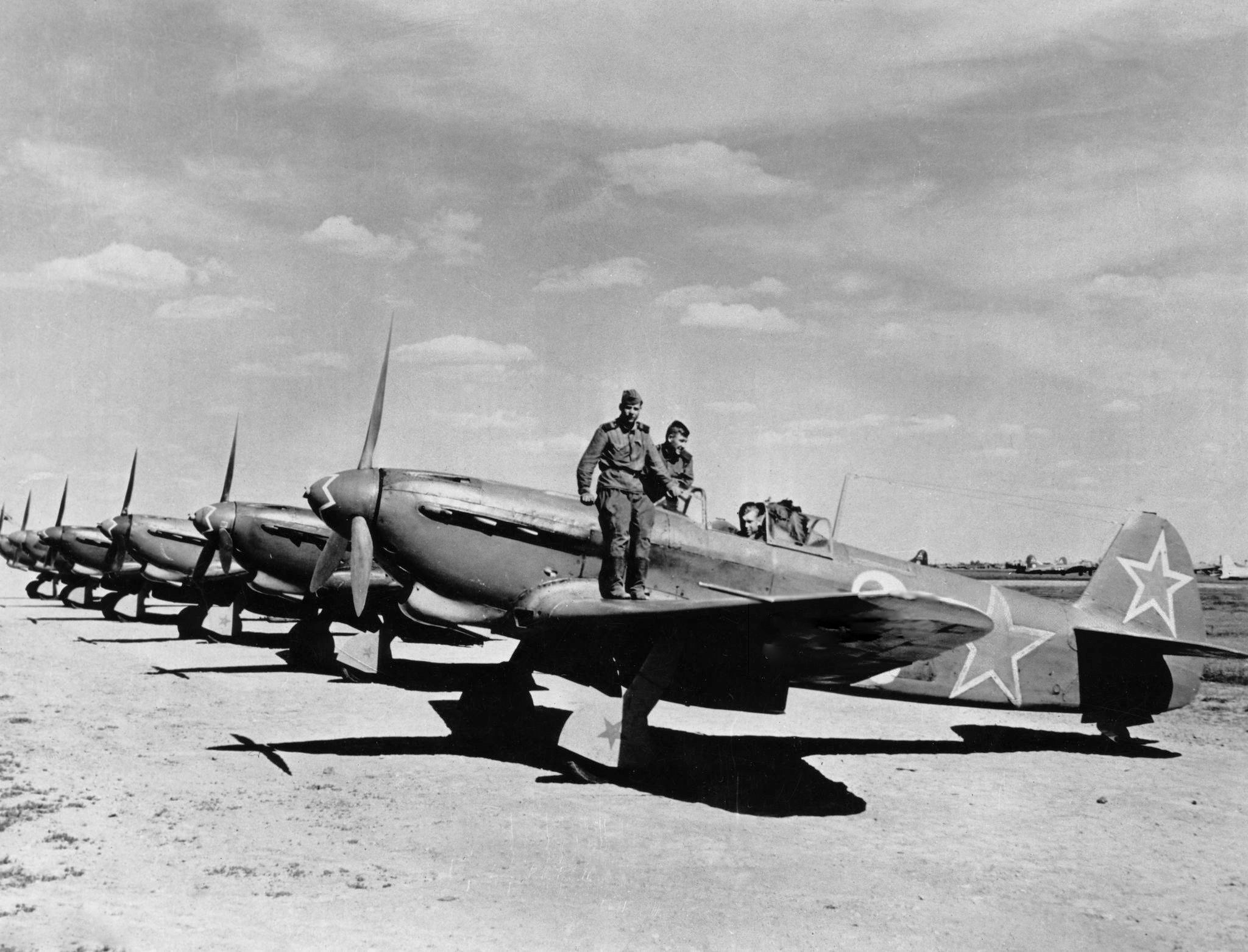
Истребители Як-9Д 802-го истребительного авиаполка на аэродроме Полтава в июне 1944 года.

310-я истребительная авиационная дивизия сформирована приказом НКО № 0048 от 23 февраля 1943 года к началу марта 1943 года на основе 148-й истребительной авиационной дивизии, которая в составе Череповецко-Вологодского дивизионного района ПВО Архангельского военного округа дивизия выполняла задачу прикрытия пунктов Череповец, Вологда, Кадуй, Бабаево, железнодорожных участков от станции Большой Двор до станции Лежа и от станции Няндома до станции Грязовец.
Командир 148-й истребительной авиационной дивизии генерал-майор авиации Король Степан Георгиевич принял командование новой дивизией и окончательно сформировал её в районе Вологды. К 14 марта перебазировал дивизию в район Валуйки Харьковского дивизионного района ПВО с задачей прикрытия станций Валуйки, Алексеевка и Уразов, а также прилегающих к ним железнодорожных участков.
До апреля 1944 года дивизия в составе Харьковского дивизионного района ПВО (с 16 января 1944 года Харьковского корпусного района ПВО) действовала в районе Валуйки и Харьков. В феврале 1945 года дивизия получила боевую задачу по прикрытию города Кракова, железнодорожных станций города и мостов через Вислу. В первых числах февраля дивизия перебазировалась с аэродромов Рогань, Белая Церковь, Львов и Кременчуг на аэродромы в Польше Краков и Турбя. В марте дивизия получила задачу по прикрытию Силезского промышленного района: переправы на реке Одер в поддержку войск 1-го Украинского фронта севернее Бреслау. С апреля 1945 года дивизия базируется:
- управление и штаб дивизии - Веутен;
- 268-й истребительный авиационный полк ПВО - Глейвиц (ныне Гливице),
- 348-й истребительный авиационный полк ПВО - Краков-Центральный,
- 908-й истребительный авиационный полк ПВО - Краков-Центральный.

С 26 апреля 1945 года в оперативное подчинение дивизии прибыл из 10-го истребительного авиационного корпуса ПВО 631-й истребительный авиационный полк ПВО. Полк базировался на аэродроме Штроппендорф. В апреле 1945 года при малой активности авиации противника летчики дивизии сбили 10 самолётов.
В составе действующей армии дивизия находилась с 23 февраля 1943 года по 9 мая 1945 года.
310-я истребительная авиационная дивизия была расформирована в сентябре 1946 году в составе 21-й воздушной истребительной армии ПВО.

## Командир дивизии
| Звание                | Имя                         | Период                  | Примечание |
| --------------------- | --------------------------- | ----------------------- | ---------- |
| Генерал-майор авиации | Король Степан Георгиевич    | 22.03.1943 — 22.06.1943 |            |
| Полковник             | Костенко Алексей Тимофеевич | 23.06.1943 — 09.09.1946 |            |

## В составе объединений
| Дата          | Фронт (округ)          | Зона ПВО (армия, дивизия)               |
| ------------- | ---------------------- | --------------------------------------- |
| 01.03.1943 г. | Юго-Западный фронт     | Харьковский дивизионный район ПВО       |
| 26.06.1943 г. | Западный фронт ПВО     | Харьковский дивизионный район ПВО       |
| 16.01.1944 г. | Западный фронт ПВО     | Харьковский корпусной район ПВО         |
| 22.04.1944 г. | Южный фронт ПВО        | 6-й корпус ПВО                          |
| 24.12.1944 г. | Юго-Западный фронт ПВО | -                                       |
| 01.02.1945 г. | Юго-Западный фронт ПВО | 10-й корпус ПВО                         |
| 01.03.1945 г. | Юго-Западный фронт ПВО | -                                       |
| 01.04.1945 г. | Юго-Западный фронт ПВО | 88-я дивизия ПВО                        |
| 10.06.1945 г. | Войска ПВО страны      | 21-я воздушная истребительная армия ПВО |
| 19.06.1946 г. | Войска ПВО страны      | 21-я воздушная истребительная армия ПВО |

## Части и отдельные подразделения дивизии
За весь период своего существования боевой состав дивизии претерпевал изменения, в различное время в её состав входили полки:
| Период                        | Части                                                | Примечание                      |
| ----------------------------- | ---------------------------------------------------- | ------------------------------- |
| 01.03.1943 г. — 01.06.1943 г. | 383-й истребительный авиационный полк ПВО            | убыл в состав 36-й иад ПВО      |
| 14.04.1943 г. — 09.06.1943 г. | 910-й истребительный авиационный полк ПВО            | убыл в состав 9-й иак ПВО       |
| 01.05.1943 г. — 13.04.1944 г. | 573-й истребительный авиационный полк ПВО            | убыл в состав 9-й иак ПВО       |
| 10.06.1943 г. — 20.01.1945 г. | 802-й истребительный авиационный полк ПВО            | убыл в состав 126-й иад ПВО     |
| 01.09.1943 г. — 20.11.1943 г. | 39-й гвардейский истребительный авиационный полк ПВО | убыл в состав 9-й иак ПВО       |
| 10.11.1943 г. — 19.06.1946 г. | 348-й истребительный авиационный полк ПВО            | расформирован вместе с дивизией |
| 18.04.1944 г. — 08.06.1946 г. | 268-й истребительный авиационный полк ПВО            | убыл в состав 127-й иад ПВО     |
| 05.02.1945 г. — 12.07.1945 г. | 908-й истребительный авиационный полк ПВО            | убыл в состав 141-й иад ПВО     |

## Участие в операциях и битвах
- прикрытие войск и объектов тыла действующей армии 1-го и 2-го Украинских фронтов, Отдельной Приморской армии
- прикрытие войск и объектов тыла 1-го Украинского фронта и 4-го Украинского фронта
- прикрытие Силезского промышленного района[2]